# جایزه لروی استیل
جایزه لِروی پی استیل (به انگلیسی: Leroy P. Steele Prize) جایزه ای است در ریاضیات که از سوی انجمن ریاضی آمریکا به پژوهشها و نوشتارهای برتر در ریاضیات اهدا می‌شود. این جایزه که از اموال لروی پی استیل تأمین می‌شود به افتخار جورج دیوید بیرکهوف، ویلیام ازگود و ویلیام کاسپار گراوشتاین بنیانگذاری شده‌است. در سال‌های ۱۹۷۰ تا ۱۹۷۶ این جایزه سالانه به پژوهشهای برتر در ریاضیات داده می شد. از سال ۱۹۷۹ این جایزه به سه رده از کارهای ریاضی اهدا می‌شود که در سال ۱۹۹۳ به صورت رسمی شرح زیر اعلام شدند:
- سهم ویژه در پژوهش ریاضی
- یک عمر دستاورد در ریاضیات
- نوشتن کتابهای آموزشی ریاضیات

از نامدارترین برندگان این جایزه می‌توان ساندرز مک لین، ناتان جاکوبسون، ایروینگ کاپلانسکی، ابرهارد هوپف، والتر رودین و دیوید آیزنباد را نام برد.